# Tlephusa noctuarum
Tlephusa noctuarum är en tvåvingeart som beskrevs av Robineau-desvoidy 1863. Tlephusa noctuarum ingår i släktet Tlephusa och familjen parasitflugor.
Artens utbredningsområde är Frankrike. Inga underarter finns listade i Catalogue of Life.